# The Unknown (John-Escreet-Album)
The Unknown ist ein Jazzalbum von John Escreet. Die bei einer Europa-Tournee in Amsterdam und Rotterdam am 12. bzw. 13. Februar 2016 in Quartettbesetzung entstandenen Aufnahmen erschienen am 28. Oktober 2016 auf Sunnyside Records.

## Hintergrund
Das Album ist ein Mitschnitt des Pianisten John Escreet mit seinem regulären Trio mit dem Bassisten John Hébert und dem Perkussionisten Tyshawn Sorey, das bereits seit 2008 bestand. Zusammen mit dem Saxophonisten Evan Parker traten sie an zwei Abenden im Bimhuis in Amsterdam und im LantarenVenster in Rotterdam am Ende einer viertägigen Tour auf. Dieses Quartett hatte bereits 2014 im Studio Aufnahmen gemacht (Sound, Space and Structures, 2014) und zuvor isolierte Auftritte gespielt, jedoch nie mehrere Tage hintereinander wie bei dieser Tour.

## Titelliste
- John Escreet: The Unknown (Sunnyside Communications SSC 1473)[2]

1. The Unknown (Part One) 45:09
2. The Unknown (Part Two) 29:38

Die Kompositionen stammen von John Ecreeet.

## Rezeption
Das Album erhielt bei seinem Erscheinen einhelliges Lob seitens der Jazzkritik; „die Aufnahme des britischen Saxophon-Ikonoklasten Evan Parker in John Escreets funktionierendem Klaviertrio erweist sich als eine Art Free-Jazz-Meisterleistung“, hieß es in der Financial Times.
Jedes der beiden Teile des Albums sei eine virtuelle Reise mittels Klang durch Raum und Zeit, die lebendige und atmende Strukturen schafft, die geboren werden, sich entwickeln, mutieren und weiterziehen. Die Musik sei völlig abstrakt und wirke dennoch äußerst konkret und logisch, theatralisch und hochemotional, schrieb Budd Kopman in All About Jazz. Dies sei eine direkte Folge des hohen Niveaus, auf dem Escreet, Parker, Hébert und Sorey agierten.
„Ohne Karte, Kompass oder Führer ins Leere zu springen, kann eine unglaublich beängstigende Erfahrung sein“, meinte Dan Bilawsky (All About Jazz). Aber das gleiche Szenario könne auch befreiend sein. Musiker, die von den Fesseln vorgefasster Meinungen befreit sind, seien schließlich diejenigen, die die Lingua franca des Jazz – also die Improvisation – in ihrem reinsten Idiom sprechen. Und Improvisation könne nicht wahrer sein, als wenn es eine leere Leinwand gibt, mit der man arbeiten kann. Das sei alles, was man über The Unknown wissen müsse.
„Ein Abenteuerspielplatz freier Improvisation“ sei dieses Quartett des Briten in New York, urteilte Ulrich Steinmetzger in Jazz thing. Selten hätte man Evan Parkers Saxophonlinien – sprudelnd wie ein Gebirgsbach – so in ein betörend filigranes Piano-Trio eingebunden gehört. Das Quartett sei gut eingespielt als Voraussetzung dieser spontanen und ausbalancierten Musik, die aus dem Moment heraus ihre Dramaturgie entwickle. Altmeister Parker würde sich hier hörbar wohlfühlen. Auch würden die beiden extrem konzisen Improvisationen dieses Albums, die fern des Üblichen im freien Jazz trotz ihrer ungeschnittenen Länge von 45 und 30 Minuten nie ins Geschwätzige, Kraftmeiernde oder Redundante abstürzten.